# Shanghai Communiqué

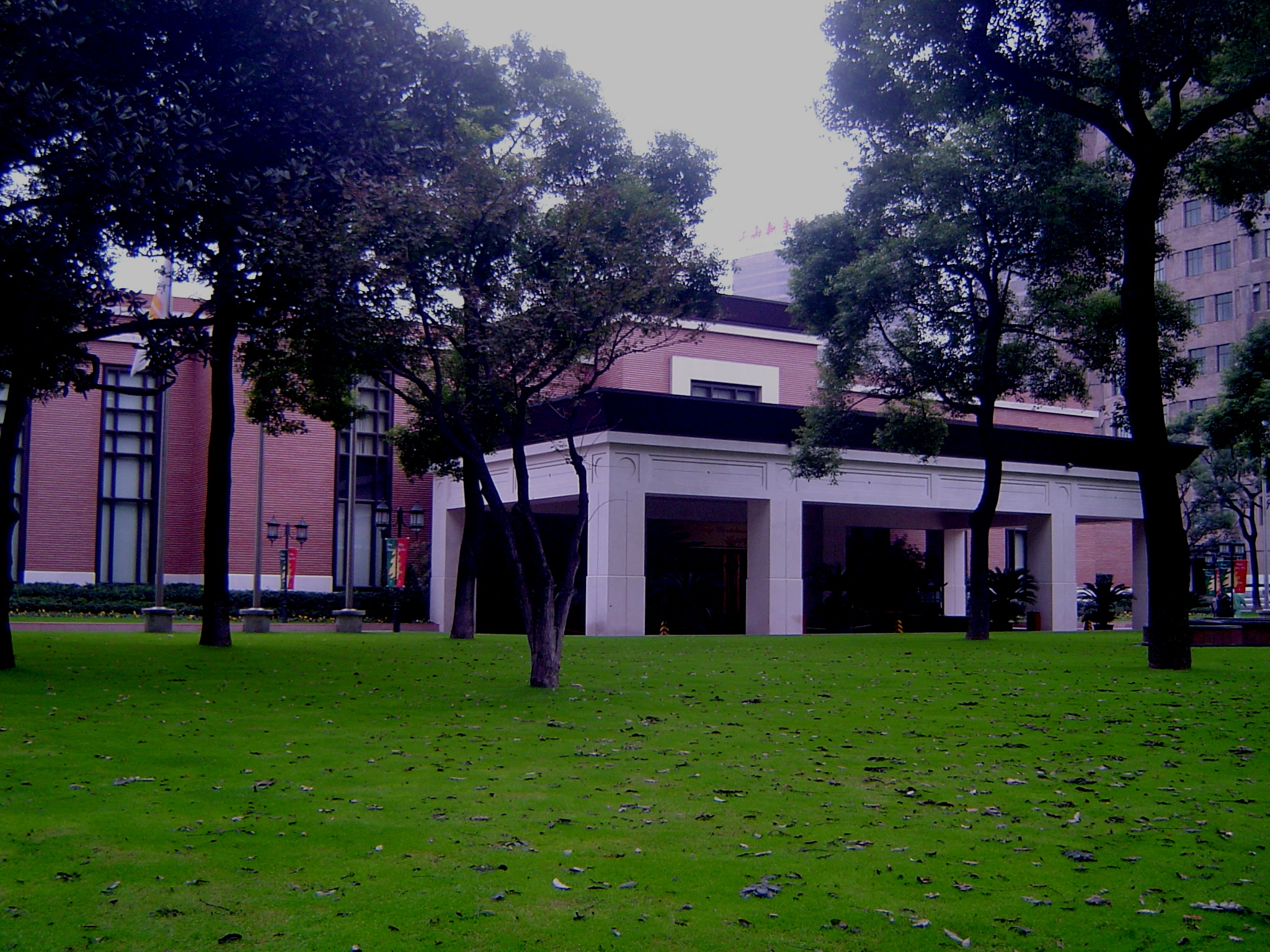
Het communiqué werd ondertekend in het Jinjiang Hotel.

Het Gezamenlijke Communiqué van de Verenigde Staten van Amerika en de Volksrepubliek China, beter bekend als het Shanghai Communiqué (1972), was een belangrijk diplomatiek document ondertekend door de Verenigde Staten en de Volksrepubliek China op 27 februari 1972 bij het staatsbezoek in China van de Amerikaanse president Richard Nixon. In het document worden een aantal beloften gedaan en wordt verkondigd dat het in het belang van alle landen was dat de Verenigde Staten en China konden werken aan de normalisatie van hun betrekkingen, hoewel dit niet bereikt kon worden tot aan het Gezamenlijke Communiqué over de Inrichting van Diplomatische Relaties zeven jaar nadien.
De beide landen kwamen hier overeen dat landen hun externe relaties moeten onderhouden op basis van een aantal principes: respect voor de soevereiniteit en de territoriale integriteit van alle landen, non-agressie jegens andere staten, geen inmenging in de binnenlandse aangelegenheden van andere staten, gelijkheid en wederzijds voordeel, en een vreedzame co-existentie.
Belangrijk ook was de overeenkomst met betrekking tot de Aziatisch-Pacifische regio. Hier werd de belofte gedaan dat geen van beide landen zou streven naar een hegemonie in deze regio en dat de poging van elk ander land of groep van landen die hier hegemonie trachtte te bereiken, tegengewerkt zou worden. Hiermee willen de Verenigde Staten en de Volksrepubliek vermijden dat de Sovjet-Unie een hegemonistische positie in deze regio zou verwerven en het betekende dan ook een belangrijke factor in de verbetering van de relaties tussen de eerstgenoemde landen.

## Kwestie Taiwan
Volgens de Amerikaanse onderhandelaar van het communiqué, minister van Buitenlandse Zaken Henry Kissinger was er over de kwestie Taiwan een "constructieve dubbelzinnigheid" in de verklaringen van beide landen in het document die de verdere normalisatie van de betrekkingen tussen de Verenigde Staten en de Volksrepubliek China bemoeilijkt heeft.
De Amerikanen van hun kant erkennen hier het bestaan van één China (zie ook Een-Chinabeleid) aan beide kanten van de Straat van Taiwan en dat Taiwan deel uitmaakt van China. Ze bevestigen ook dat het een vreedzaam akkoord wil met betrekking op de Taiwanese kwestie uitgaande van de Volksrepubliek zelf. Met dit op het oog willen de Verenigde Staten uiteindelijk hun troepen en militaire installaties uit Taiwan terugtrekken. De militaire reducties en de erkenning van één China staat in contrast met een vage beschrijving van de Chinese entiteit wat de Amerikaanse verklaring dubbelzinnig maakt.
De Chinezen daarentegen menen in het document dat de Taiwanese kwestie de normalisatie van de relaties met de Verenigde Staten ondermijnd heeft. Ze herbevestigen tevens dat Taiwan een provincie van China en dat de kwestie deel uitmaakt van een binnenlandse aangelegenheid waar geen inmenging van een ander land mag plaatsvinden. Het vraagt dan vervolgens dat de Amerikaanse troepen en militaire installaties weggehaald worden uit Taiwan.